# Ramal do Pego
El Ramal do Pego es un ramal ferroviario industrial con cerca de siete km de extensión que enlaza con la Línea de la Beira Baixa, en Portugal.

## Características
Tiene inicio en la estación de Mouriscas-A, de la Línea de la Beira Baixa, y atraviesa el Río Tajo en el Puente del Pego.

## Historia
Fue construido en 1992 por la EDP para acceso de los convoyes con carbón provenientes del Puerto de Sines (vía Línea de Vendas Novas) que abastecen a la Central Térmica do Pego. En 1994, los trabajos de electrificación de esta conexión se encontraban casi terminados, para que las locomotoras de la CP Serie 5600, de tracción eléctrica, pudiesen sustituir a sus congéneres de la CP Serie 1900 en el transporte de carbón entre el Puerto de Sines y la Central Térmica do Pego.